# Vaccinium lucidum
Vaccinium lucidum är en ljungväxtart som först beskrevs av Bi., och fick sitt nu gällande namn av Friedrich Anton Wilhelm Miquel. Vaccinium lucidum ingår i Blåbärssläktet, och familjen ljungväxter. Utöver nominatformen finns också underarten V. l. roseitinctum.